# لي جاي وون
لي جاي وون (4 مارس 1983 بكوريا الجنوبية - ) هو لاعب كرة قدم كوري جنوبي في مركز الدفاع.

## روابط خارجية
- لي جاي وون على موقع دوري كوريا الجنوبية (الإنجليزية)
- لي جاي وون على موقع قاعدة بيانات كرة القدم.إي يو (الإنجليزية)
- لي جاي وون على موقع Soccerway.com (الإنجليزية)